# Borowina (gmina)
Borowina – dawna gmina wiejska istniejąca w latach 1945–1954 i 1973–1976 w woj. wrocławskim i woj. zielonogórskim (dzisiejsze woj. lubuskie). Siedzibą władz gminy była Borowina.
Gmina Borowina powstała po II wojnie światowej na terenie tzw. Ziem Odzyskanych (tzw. II okręg administracyjny – Dolny Śląsk). 28 czerwca 1946 gmina – jako jednostka administracyjna powiatu szprotawskiego – weszła w skład nowo utworzonego woj. wrocławskiego. 6 lipca 1950 gmina wraz z całym powiatem szprotawskim weszła w skład nowo utworzonego woj. zielonogórskiego.
Według stanu z 1 lipca 1952 gmina składała się z 5 gromad: Borowina, Długie, Gościszowice, Siecieborzyce i Witków. Gmina została zniesiona 29 września 1954 wraz z reformą wprowadzającą gromady w miejsce gmin.
Jednostkę reaktywowano 1 stycznia 1973 w tymże powiecie i województwie. 1 czerwca 1975 gmina weszła w skład nowo utworzonego (mniejszego) woj. zielonogórskiego. 15 stycznia 1976 gmina została zniesiona przez połączenie z dotychczasową gminą Szprotawa w nową gminę Szprotawa.